# Valle del Ambroz

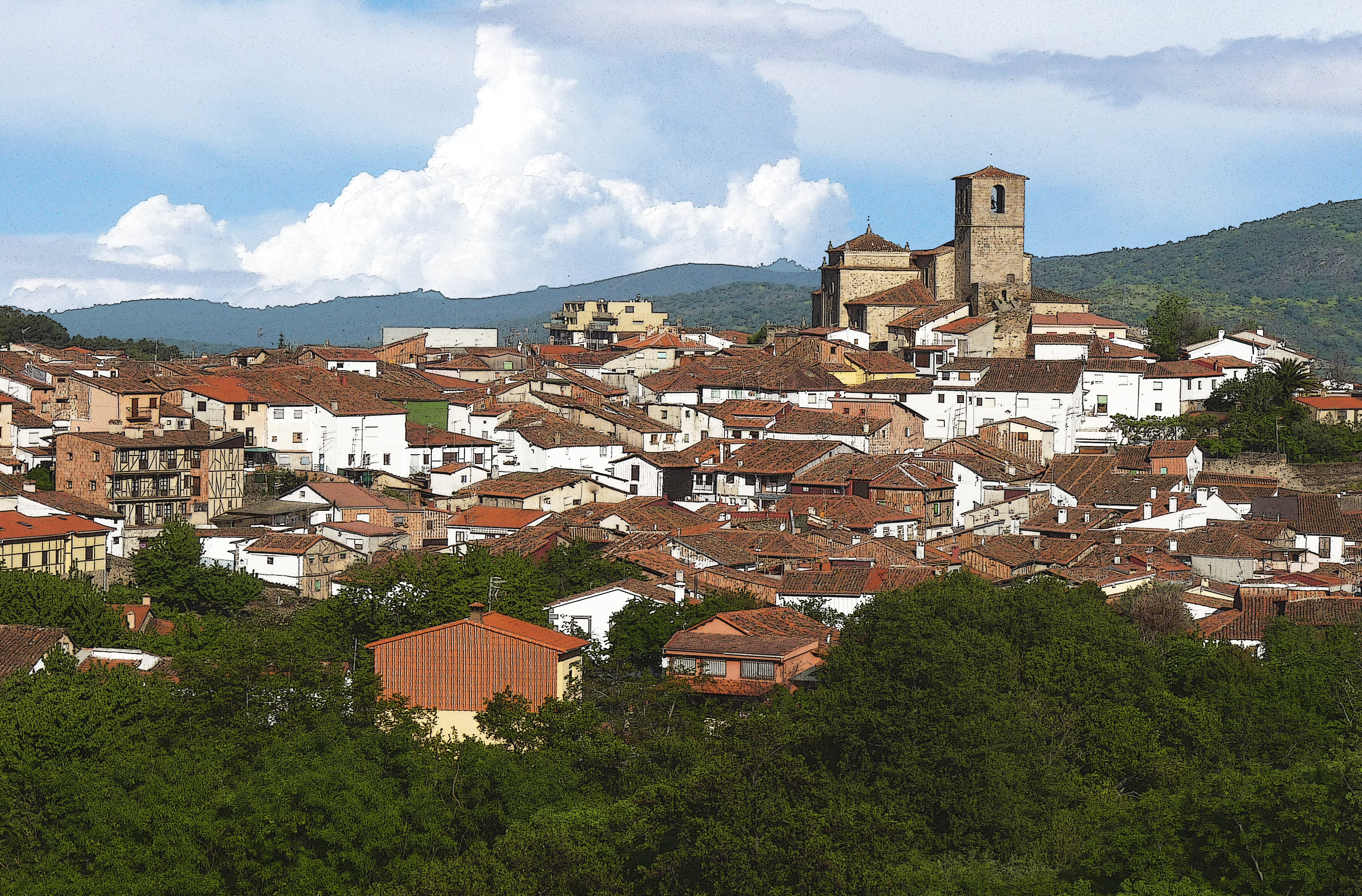
Hervás

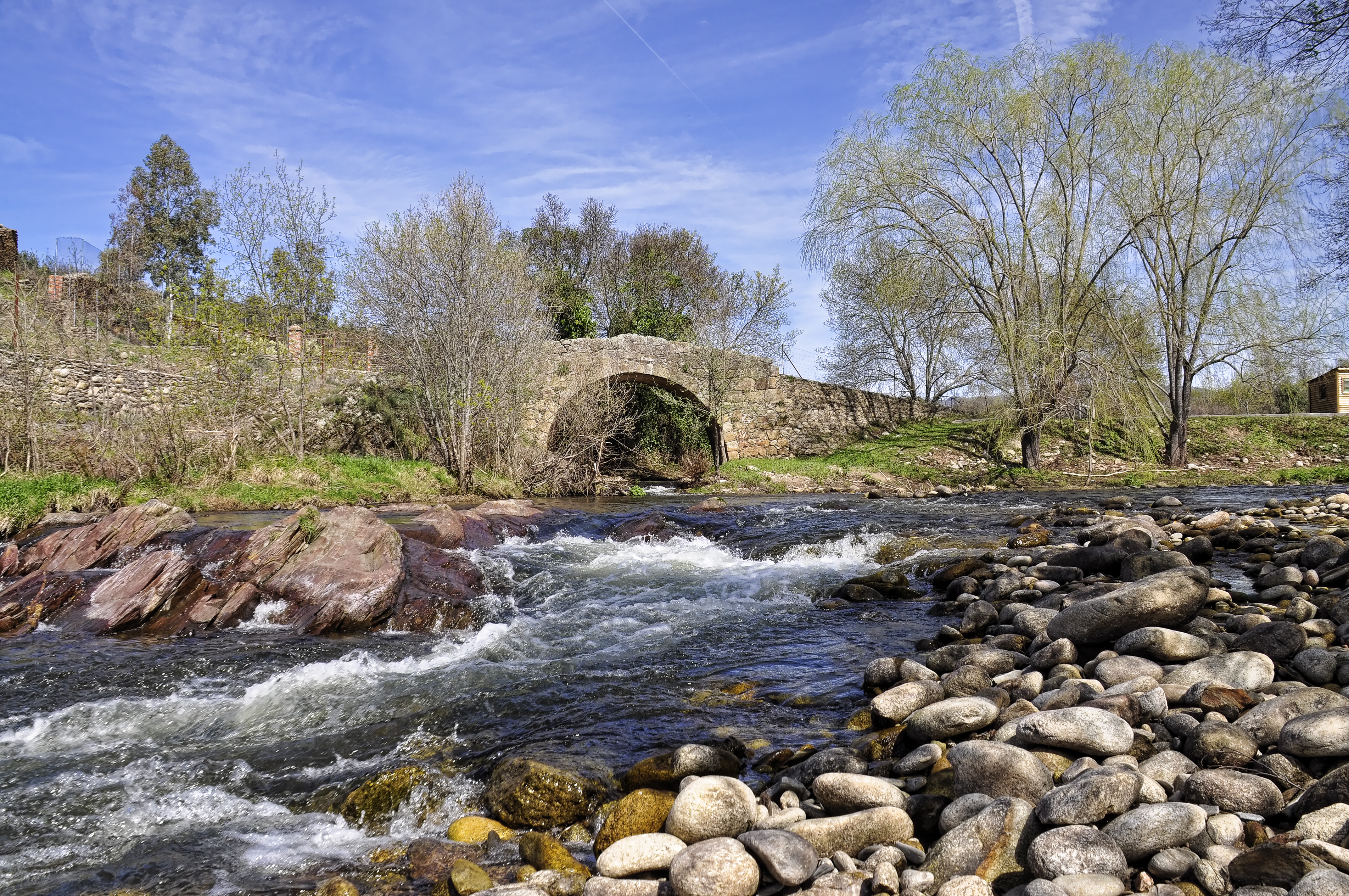
Römerbrücke (puente romano) bei Abadía

Valle del Ambroz ist die Bezeichnung für das Flusstal des Río Ambroz und gleichzeitig der Name einer Comarca im Norden der Provinz Cáceres in der autonomen Region Extremadura im Westen Spaniens.

## Landschaft
Die hügelige bis gebirgige und sehr waldreiche Landschaft des Valle del Ambroz liegt in Höhenlagen von etwa 450 bis 1800 Metern. Höchstgelegener Ort ist La Garganta mit etwa 1124 Metern ü. d. M.; am tiefsten liegt Abadía mit einer Höhe von nur 453 Metern ü. d. M.

## Gemeinden (municipios)
| Municipio             | Bevölkerung | Fläche     | Bevölkerungsdichte | Höhe ü. d. M. |
| --------------------- | ----------- | ---------- | ------------------ | ------------- |
| Abadía                | 328         | 45,08      | 7,28               | 453           |
| Aldeanueva del Camino | 784         | 19,70      | 39,79              | 524           |
| Baños de Montemayor   | 769         | 21,98      | 34,98              | 700           |
| Casas del Monte       | 814         | 27,61      | 29,48              | 598           |
| La Garganta           | 482         | 24,08      | 20,01              | 1124          |
| Gargantilla           | 432         | 20,87      | 20,69              | 642           |
| Hervás                | 4.197       | 59,78      | 70,02              | 688           |
| Segura de Toro        | 196         | 15,36      | 12,76              | 636           |
| Valle del Ambroz      | 8.002 hab.  | 234,46 km² | 34,2 hab/km²       |               |

## Wirtschaft
Landwirtschaft und Viehzucht prägen seit alters her das Gesicht des Valle del Ambroz – Kirschen und Esskastanien werden ebenso angepflanzt wie Gemüse (hier vor allem Paprika). In den letzten Jahrzehnten des 20. Jahrhunderts hat die vergleichsweise wasserreiche und kühle Region eine gewisse touristische Bedeutung erlangt.

## Geschichte
Das Tal des Río Ambroz ist ein Teil der Via de la Plata, einer bedeutsamen und bereits von den Römern gut ausgebauten Nord-Süd-Verbindung auf der Iberischen Halbinsel; heute verläuft hier die ehemalige Nationalstraße N630, die größtenteils zur Autovía A-66 ausgebaut worden ist und die asturische Küstenstadt Gijón mit der andalusischen Hauptstadt Sevilla verbindet.
Bis zur großen Gebietsreform Spaniens im Jahr 1833 unter Francisco Javier de Burgos gehörte der nordöstliche Teil der heutigen Comarca noch zur Comunidad de villa y tierra de Béjar, mithin zu Kastilien-León; der südwestliche Teil hingegen gehörte zur Comunidad de villa y tierra de Plasencia – aus diesem Grund haben manche Orte zwei Pfarrkirchen.

## Sehenswürdigkeiten
Abgesehen von ihrer waldreichen Umgebung ist vor allem die Kleinstadt Hervás mit ihrem ehemaligen Judenviertel (spanisch: judería) einen Besuch wert, aber auch die übrigen Ortschaften bieten reizvolle und historische Aspekte.